# 横浜港埠頭
横浜港埠頭株式会社（よこはまこうふとう、英文名称：Yokohama Port  Corporation）は、横浜港のコンテナターミナルやライナーターミナルの管理運営を行う企業。2007年より指定管理者として横浜市港湾局所有のターミナルの運営を受託、2009年からは横浜港・川崎港・東京港のコンテナ船入港料徴収業務を受託している。以前は国土交通省所管の財団法人「横浜港埠頭公社」であったが、公益法人制度改革に伴い株式会社へ移行した。

## 会社概要
- 所在地：〒231-0023 神奈川県横浜市中区山下町2番地 産業貿易センタービル4階
- 代表取締役社長:伊東 慎介
- 資本金：150億2千8百万円
- 財団設立：1981年12月25日
- 株式会社設立：2011年7月26日

## 管理施設
- 大黒埠頭

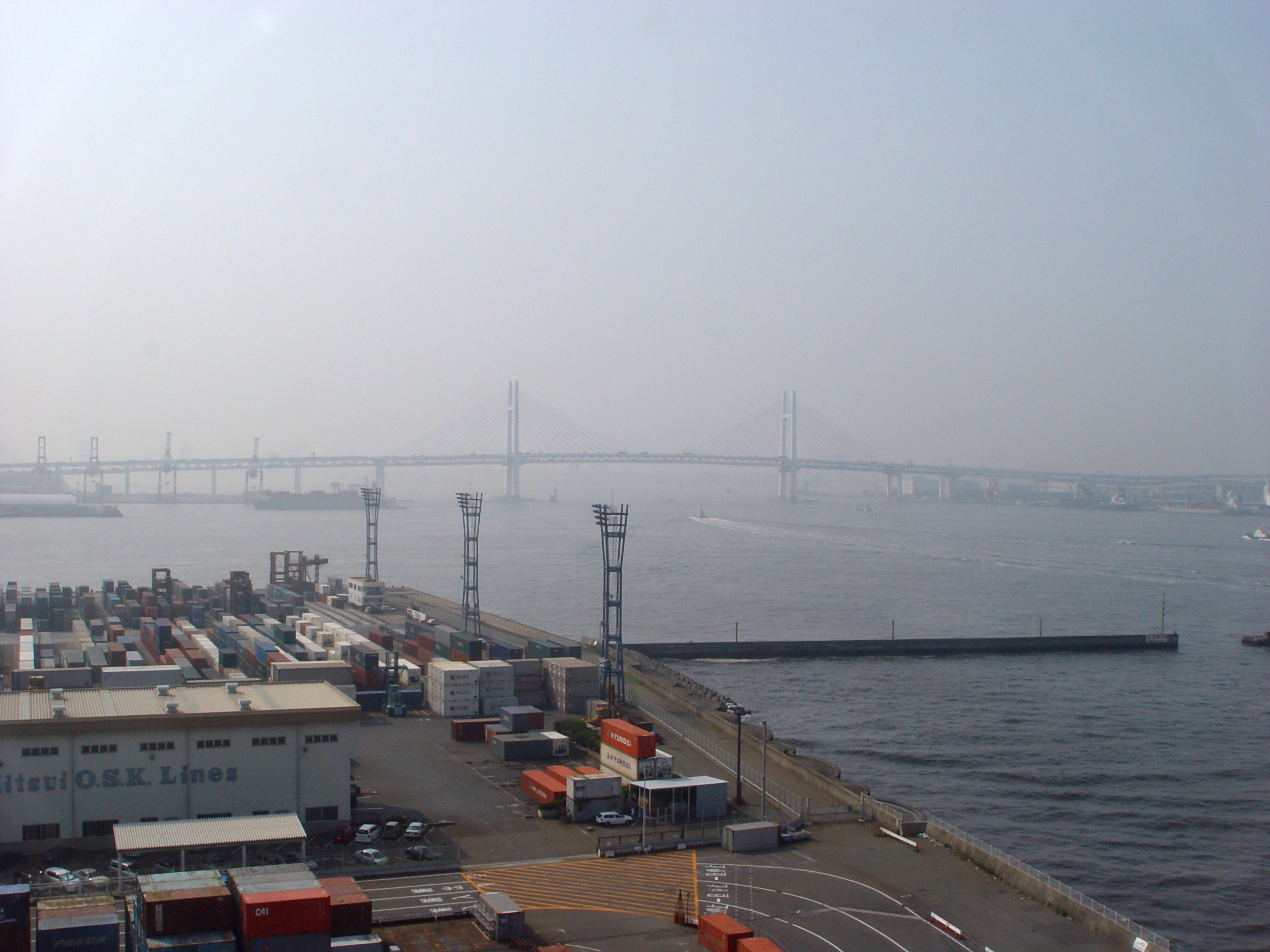
本牧埠頭D突堤

  - C-1、C-2 - 当社管理の多目的バース
  - C-3、C-4 - 当社管理のコンテナバース
  - L-1〜8 - 当社管理のライナーバース
  - T-1、T-2 - 横浜市港湾局所有の外貿不定期RO-RO船バース
  - T-3〜8 - 横浜市港湾局所有の外貿不定期在来船バース
  - T-9 - 横浜市港湾局所有の外貿コンテナバース
- 本牧埠頭
  - A-5〜8、D-4、D-5 - 当社管理のコンテナバース
  - C-5〜9、D-1〜3、BC-1 - 横浜市港湾局所有のコンテナバース
- 南本牧埠頭
  - MC-1、MC-2 - 当社管理のコンテナバース
  - MC-3、MC-4 - 当社管理のコンテナバース（整備中）